# Diamantino (película)
Diamantino es una película portuguesa dirigida por Gabriel Abrantes y Daniel Schmidt, que se estrenó en 2018. El personaje del título de la comedia dramática alude a la conocida estrella de fútbol portuguesa Cristiano Ronaldo y fue lanzado en DVD por NOS Audiovisuais en Portugal en 2019.

## Resumen
La estrella de fútbol portuguesa Diamantino es el epítome de la superficialidad. Un día, mientras se pavonea en su yate, descubre un barco con migrantes en peligro. De repente se da cuenta de que el mundo no es tan color de rosa, y eso le molesta profundamente. Después de ser ridiculizado en la final de la Copa del Mundo, decide adoptar a un joven migrante para que lo ayude. Sin embargo, no tiene ni idea de que sus dos hermanas malvadas tienen otros planes para él, y que el joven emigrante en cuestión es de hecho un policía encubierto que investiga un caso de evasión de impuestos.

## Lanzamiento en el cine
Diamantino se estrenó el 11 de mayo de 2018 en el Festival de Cannes 2018 en la sección Semaine internationale de la critique y se estrenó en los cines franceses el 28 de noviembre de 2018. El estreno alemán fue el 30 de mayo de 2019.

## Críticas
En Rotten Tomatoes, Diamantino recibió una aprobación de la crítica del 87% de 69 críticas, con una puntuación de 7,37 sobre 10. Las 15 críticas recogidas en Metacritic son también bastante positivas, con una meta puntuación de 75. El Filmdienst.de vio una "ridícula sátira cinematográfica" que "hace malabarismos desinhibidos con las imágenes de una cultura pop global". Utilizó "una multitud de géneros cinematográficos para una revista alusiva a los absurdos del presente".

## Premios
- Festival de Cannes 2018, Francia: Grand Prix Nespresso[7]
- Globo de Ouro 2019: Mejor Actor (Carloto Cotta)
- Nominación a la Mejor Comedia Cinematográfica Europea en los European Film Awards 2018[8]